# 雷亞爾縣
雷亞爾縣（英語：Real County）是美國德克薩斯州西南部的一個縣。面積1,813平方公里。根据美國2000年人口普查，共有人口3,017人。縣治利基（Leakey）。
成立於1913年4月3日。縣名紀念州參議員裘力斯·雷亞爾。

## 外部連結
- Frio River Canyon （页面存档备份，存于）
- 雷亞爾郡官方網站
- Real County, Texas-Handbook of Texas （页面存档备份，存于）

29°50′N 99°49′W / 29.84°N 99.81°W